# Печера Чарльза Брюера
Печера Чарльза Брю́ера-Карі́аса (ісп. Cueva Charles Brewer-Carías) — велика печера, розташована на південному сході Венесуели, в гірському масиві Чиманта (Chimantá).
Ця печера є найбільшою кварцитовою печерою у світі, завдовжки 4 482 метрів, середньою глибиною залягання 110 м, та висотою галерей, у середньому, близько 20 м, а в окремих місцях — близько 60 м. Печера була відкрита в 2002 році, та названа ім'ям її першовідкривача, дослідника кварцитних печер Чарльза Брюера-Каріаса.